# المياه في السودان
تشكّل الصحاري ما يقارب نصف مساحة دولة السودان، حيث تُعاني نسبة كبيرة من السكان من النقص في مياه الشُرب النَظيفة، بِالإضافة إلى قلّة وجود مَصادر فعّالة للإستخدام الزراعي. أدّى مُرور نهر النيل في الجزء الشرقِيّ من السودان إلى وُجود مناطق تَمتلك مصادر مائيّة ثَريّة، ولكنَّ هذا مغايرٌ للواقع في المناطق الغربية من الدَولة؛ حيث يَعتمد سُكّان تلك المناطق على الوُديان التي تَحتوي على آبار موسمية تميلُ للجَفاف في غالبية الأوقات. أدّت هذه الاختلالات في توازن توفُّر المصادِر المائيّة إلى عِدّة مَشاكل، بِالإضافة إلى حُصول نِزاعات حول المصادر المائيّة. في ظل مَحدوديّة المُنشآت التخزينيّة، تَوجّهت العديد من المُنظَمات والجماعات المحلية إلى إنشاء السدود المؤقّتة والخزّانات، ما يُساعد في استقرار المُجتمعات الزراعية. يقوم المزارعون أيضاً باستخدام خزّانات لحصد مياه الأمطارلتَخزين مياه الأمطار التي تسقُطُ في المواسم المُمطرة، لكن ذلك لا يُلغي حقيقة أنَّ المياه الجوفية تُشكل مصدراً رئيسياً ومفصلياً لما يقارب 80% من المواطنين السودانيين. أدّى عدم الاستقرار السياسي المُستمر مُنذ عدّة عقود إلى أوضاع سيئة بالإضافة إلى إحباط الكثير من المشاريع ومُحاولات الإغاثة، لكن يد العون تشقُّ طريقها بطريقةً أو بأُخرى. في السنوات الأخيرة، تم تطبيق عدّة مشاريع لتطوير البُنى التحتية المتعلقة بالمياه، وتنوّعت مَصادر الدعم لهذه المشاريع بين المَحلية والدُولية. 
تقع دارفور في منطقة جافة غربيّ السودان، حيث أن شُحّ المصادر المائيّة أمرٌ منتشرٌ بكثرة. هناك زيادة واضحة في الحِمل والضغط على البنى التحتية والمصادر المائيّة الحَضَرية، وذلك نتيجةً للزيادة الحديثة في التعداد السُكّاني. يواجه السُكّان حالياً صعوبات أكبر في الوصول إلى مياه صالحة للاستخدام، خصوصاً أصحاب المواشي. يُمضي النساءُ والأطفال، خصوصاً الفتيات، العديدَ من الساعات سنوياً مشياً على الأقدام بهدف الوصول إلى مصدر مائي نظيف، ما يُؤدي إلى الإهمال في تربية الأطفال وتعليمهم. يتمُّ الحُصول على المياه من البحيرات، المستنقعات، الخنادق، أو الآبار المحفورة يدويا، ولكن تتمثل مشكلة هذه المصادر بأنّها غالباً ما تكون ملوّثةً بالبكتيريا المسببة للأمراض. تزدَهر العديد من المناطق بالأمطار والمحاصيل الزراعية خلال المواسم الرَطبة، إلّا أنَّ العديد من العائِلات تُجبَر على قطع رحلات طويلة بهدف إيجاد مصدر مائي أو حتى بهدف الانتقال هرباً من المواسم الجافّة. 

## معلومات حول دولة السودان
- تُعتبر دولة السودان أحد أفقر دُوَل العالم.[5]
- يُعدّ اقتصاد جنوب السودان واحداً من أضعف الأنظمة الاقتصادية وأقلَّها تطوراً.
- تمتلك السودان نسبةً عاليةً من الوفيّات.
- يسود قارة أفريقيا مناخ جافّ حارّ نتيجةً لتأثُّرها بالصحاري، مّا يجعلُ الزراعة غير محبّذة.
- تقع 85% من مساحة قارَة أفريقيا في مناطق ذات نسب هطول أمطار قليلة.
- تقع دولة السودان في الشمال الشرقيّ لقارة أفريقيا.
- يقدّر عدد الوَفيات نتيجة عدم أهلية المياه والصحّة العامة مقارنةً بالوفيات نتيجة العُنف بِثلاثة أضعاف في فئة الأطفال دون 15 عام، و20 ضِعف في الفئة دون الخَمس سنوات.[6]
- تعدّ السودان ثالث أكبَر دولة في القارّة الأفريقية. في عام 2018، تم تقدير التعداد السكاني بما يقارب 43 مليون نَسمة.
- تتواجَد عدّة مصادر مائية تَمُدّ السودان بمياهها: نهر النيل، بحيرة تشاد، الأحواض الشمالية الداخلية، الساحل الشمالي الشرقي، بحيرة تُركانا، حوض باراكا، وجاش .

## الموارد المائيّة
يتَدَفق نهر النيل مروراً بالمنطقة الشرقية من السودان، حيثُ يزودّ نسبة كبيرة من المقيمين بالقرب منه بكميات وفيرة مِن المياه الصالحة للشُرب والزراعة. تُشكّل الأراضي الرطبة المجاورة لنهر النيل ما يقارب 10% من مساحة الدولة، وتدعم أنظمة بيئية مُتعددة. يعتمد سكّان المناطق الغربية الأكثر جفافاً على الآبار والوديان الموسمية للحصول على احتياجاتهم اليومية من المياه. تتمثل الوديان بمجار مائية جافة في معظم أوقات السنة، فيَعتمِدُ السُكّان على الوصول إلى المياه الجوفية المُتجمِّعة من خلال حَفر حُفَرٍ بئرية. تُعاني المناطق الشرقية من المحدودية في البنى التحتية المُخصَّصة لتخزين المياه، ولكن قامت العديد من المُجتمعات المحلية بِإنشاء سُدود مؤقتة وخزانات يُطلَق عليها اسم السدود، حيث تُمّكن هذه السدود المواطنين من تخزين المياه للاستعمال لاحقاً ومن تحقيق الاستقرار في الأوساط الزراعية. قام المُزارعون أيضاً بعمل أحواض صناعية لتخزين مياه الأمطار خلال المواسم المُمطرة، إلّا أنَّ المياه الجوفية تبقى مصدراً محورياً للمياه بالنسبة لما يزيد عن 80% من المواطنين السودانيين. تٌوفَّر معظم مياه الشرب في السودان مِن الحوض النوبي، الذي يُعد أكبر الأحواض في دولة السودان.

## أهمّيّة الماء
تُعَدّ المياه عاملاً أساسيا في الزراعة، فمن دون الماء لن يكونَ لدينا أيّةُ محاصيل لنحصُدها، مّا سيُؤدي إلى نقصٍ حادّ في الغذاء. أيضاً، تتطلب الزيادة في أعداد المواشي والدواجن إمداداتٍ مائية كافية. في الوَقت الراهن، لا يُمكن للإنتاج الغذائي الحالي مضاهاةُ النُمو السكّاني المتسارع. نتيجةً لذلك، هناك الملايين من السُكّان الذين يُعانون من المَجاعات، حيثُ يُقيم أغلبهم في المناطق الريفية أو المناطق ذات المصادر المائِيّة المحدودة. تتمثلُ مصادر مياه الشرب قَبل عملية التنقية من الجراثيم بعدة مصادر مثل الآبار، حفر استخراج المياه، وخطوط الأنابيب. بالإضافة إلى بَعض الكميات من المياه السطحية، تُعدّ خزّانات حصد مياه الأمطار والبحيرات المحلّيِّة مصدراً للمياه. تتمثلُ خزّانات حصد المياه المستعملة  بخزّاناتٍ اصطناعية قام المواطنون بإنشائها بهدف جمع مياه الأمطار. يُعدّ حق الوصول إلى مياه شرب نظيفة أمراً مِفصلياً لضمان الصّحة، الكرامة، والتطور الاقتصادي للأفراد. يُساهم تَوافُر المياه أيضاً في ضمان عدد من الحقوق الإنسانية الأساسية، مثل: البقاء، الصّحة، التعليم، الحفاظ على مستوى معيشي مناسب، والمساواة بين الجنسين. يُؤثر توافر المياه وجودتها أيضاً بشكل مباشر بانتشار الأمراض والداء نتيجة استخدام مياه الشرب المُلوَثة. 

## جَودة الماء
تُعدّ جودة المياه المُتوافرة للمواطنين مصدراً آخراً للقلق في السودان. تمَّ إجراء دراسة في شرقيّ السودان على جودة المياه المُستخدَمة، تحديداً في مُدن وادي مدني والخرطوم، حيث تَمَّ اكتشاف أنَّ 86% من المياه في الصنابير الواصلة للمواطنين تُلاقي كُلاً من شروط الجودة السودانية والدولية للمياه. يسودُ شح المياه في دارفور، نظراً لتعرض العديد من المواطنين إلى القَحط والظروف المجاعية في تِلك المنطقة بشكلٍ متَكرّر. تفتقِرُ معظم المناطق في الجزء الغربيّ من السودان إلى إمكانية تحصيل المياه على مدار العام وفي جميع مواسمه، حيثُ تُعاني منطقة الوادي من الجَفاف في معظم فَتَرات العام إلّا في حال سقوط أمطار غزيرة. تَشهدُ المياه في المناطق الشرقية تناقصاً حاداً في جودتها مقارنةً بنَظيرتها في المَناطق الشرقية الأكثر استقراراً، وذلك نتيجةً لعدم الأستقرار في ناتج المَصادر المائية. ستستفيد العاصمة السودانية، الخرطوم، من مشروع إنشاء سدّ عصر النهضة الأثيوبي بشكلٍ كبير، كما يبدو أنها ستكونُ في موقفٍ أفضل بخُصوص الحصول على مياهٍ صحيّة ذات جودة أفضل في المستقبل القريب. تُعاني العديد من المجتمعات التي تُقيم بالقرب من الحدود مع دولة تشاد من نقصٍ حادّ ومُزمن في المياه، مع انعدام وجود حلول في الأُفُق قبل حلّ النزاعات بشكل نهائي. 

## عملية معالجة المياه
قامَ مكتب الأُمم المتحدة للخدمات المشروعاتِية (يو أن أو بيّي أس)  بإعادة تأهيل محطة تنقية المياه غير المستخدمة المتواجدة في منطقة الفاشر، عاصمة محافظة دارفور، حيثُ قاموا بوضع جهاز كَلوَرة  لِضمان جودة المياه. تُنتِج محطة التنقية يومياً ما يَسُدّ احتياجات 37500 مواطن يومياً.
تَهدُف الهيئة السودانية الإستراتيجية لسلامة مياه الشرب   إلى تأمين الوُصول إلى مياهِ شربٍ آمنة من خلال توفير أنظمة مائية مُصمَمَة لِحماية مياه الشرب بِطريقة فعّالة، حيثُ تعمل هذه الأَنظمة على الحدّ من التلوُّث بسبب الفضلات العضوية والحدّ من الارتفاع في مُستويات المواد الكيميائية السّامة.

### الأمراض التي تُسبّبها المياه غير الصحيّة.
تُعتبر المياه ضروريةً لتطوُّر الإنسان. تتسبَّب عدم القدرة في الحصول على مياه صحية وآمنة بالأمراض، الفقر، وتأخُر التطور. تتسبَّب محدودية المياه بالفقر نتيجةً لجَعلها الزراعةَ غير اقتصادية، حيث يُصبح نُموّ المحاصيل عمليةً صعبةً نظراً لحاجتها المستمرة للمياه. تعتَمدُ جميع الأعمال التِجارية بشكلٍ أو بآخر على توافر المياه النظيفة وأَنظِمة الصرف الصّحي، حيثُ سيضطَّرُ المواطنون إلى ترك أعمالهم مُبكراً بهدف البحث عن الماء والحصول عليه في حال عدم توفر أنظمة لتزويد المياه. أيضاً، سيتسبب عدم وجود مياه آمنة ونظيفة بانتشار الوفيّات والأمراض بين مُختلَف الفِئات العمرية. تتعدَّد الأمراض ومنها: الكوليرا و الدوسنطاريا والإسهال و الديدان المعوية والبلهارسيا والتيفوئيد) . تطُول هذه الأمراض ما يقارب 4 مليارات شَخص سنوياً.
يُعتبَر فَيروس التهاب الكبد أَحد المُسبِّبات الرئيسية لالتهاب الكبد الوبائي الحادّ بينَ البالغين. تَتَركّز معظم حالات الإِصابة في شمال ووسط القارة الإفريقية، آسيا، والشرق الأوسط. حَصَلت حالة لانتشار التهاب الكبد الوبائي بين 2012-2014 في مُخيمات اللاجِئين على حُدود جنوب السودان، حيثُ شُخِّصت 10000 حالة بالإصابة بهذا المرض. يتَميز هذا المرض بتفشّيه بين اليافعين، وزيادة نسبة الإصابة والوفيات بين النساء الحوامل. ينتقل التهاب الكبد الوبائي بشكلٍ كبير من خلال البُراز واللُعاب، ولهذا فإن المُعالجة الفعّالة للمياه والتخلص السليم من الفَضَلات يُعدّان من العوامل الأساسية للحد من انتشار المرض. يَتَفشّى المرض بشكلٍ مُتكرر خلال المواسم المُمطِرة، نتيجةً لفيضانات المَناهِل. تتسبب فترة الحضانة الطويلة للمرض (4-10 أسابيع) بِزيادة صُعوبة تشخيصه. تُزوِّدُنا الفحوصات والتَحليلات البيئية بِصورة متكاملة حولَ المصادر المُمكنة لانتشار المرض، مّا يلعب دورا في القضاء على فَيروس التهاب الكبد(أتش إي في).
يُمَثِّل تلوث المصادر المائيّة بِفضلات البُراز المسبِّب الرئيسي للأمراض المُنتشرة في المياه المستخدمة. تَصعُب عملية التخلص والإزالة المُلائمة لفَضَلات البُراز، خصوصاً في حال عدم وجود بُنية تحتية تصريفية مُناسبة. تزدادُ معدلات إصابة الأطفال بالتقزّم، وذلك نتيجةً للتغوط المتكرر في العراء ومحدودِيّة الوصول إلى مصادر مائيّة مُحسَّنة. يَنتُج ما يقارب 700000 حالة وفاة سنويا بين الأطفال نتيجةً لسوء وضع التصريف الصحي، كما يُساهم ضُعف البنى التحتية التصريفية في تأخير ومنع التطور العقلي والجسدي عند الأطفال.